# St. Fabian und Sebastian (Kornau)

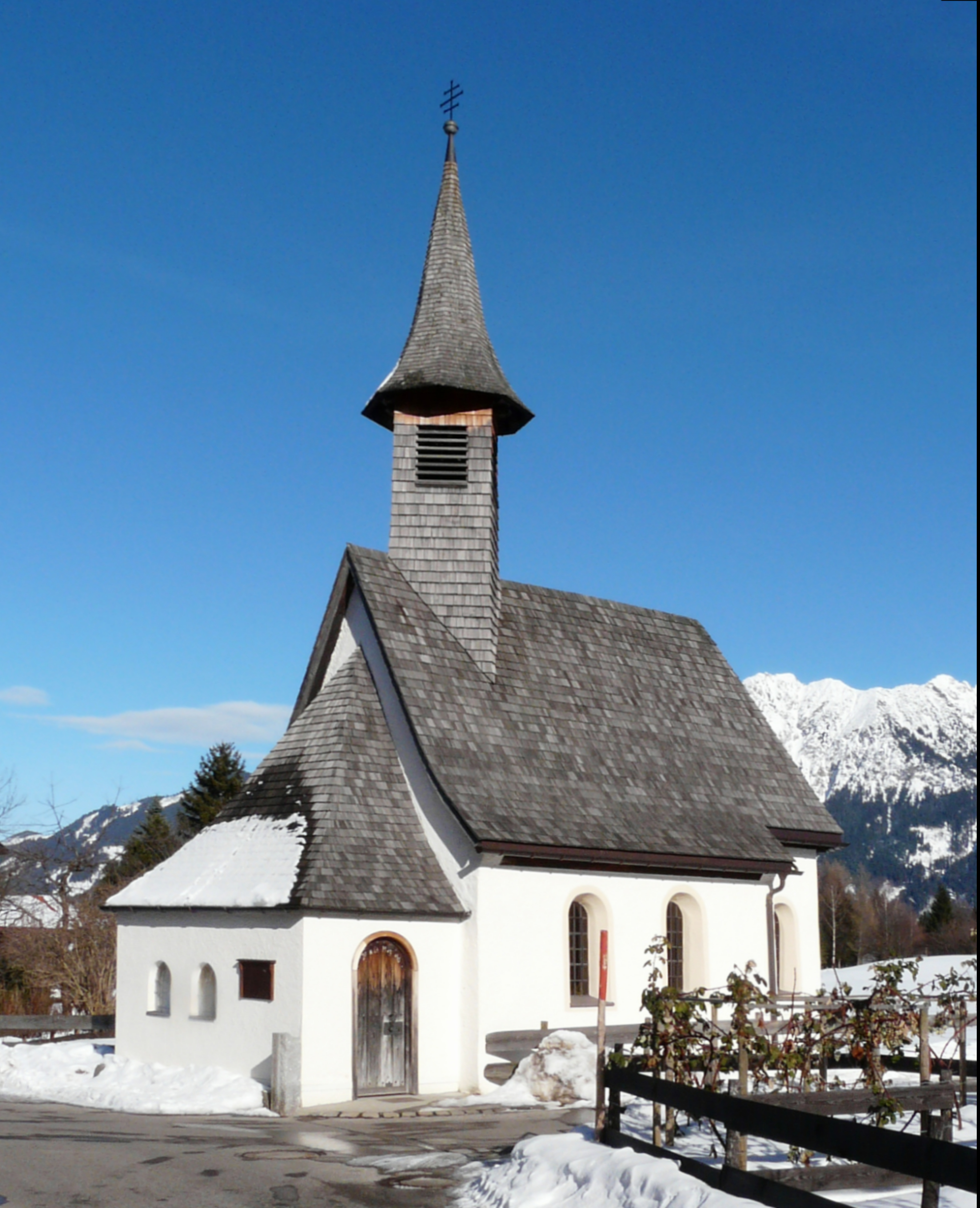
St. Fabian und Sebastian in Kornau

Innenansicht

Die Kapelle St. Fabian und Sebastian, ein im 16. Jahrhundert errichteter Sakralbau steht im Dorf Kornau, das abseits der von Oberstdorf ins Kleinwalsertal führenden Straße im Landkreis Oberallgäu liegt. Der denkmalgeschützte Sakralbau gehört zur Pfarrei St. Johannes Baptist Oberstdorf.

## Geschichte
Die Kornauer Dorfkapelle wurde im 16. Jahrhundert mit dem Patrozinium St. Peter und Paul erbaut. In der Pfarrbeschreibung von Oberstdorf aus dem Jahre 1695 wird sie als Kapelle mit Messerlaubnis aufgeführt. Um 1720 bekam der denkmalgeschützte Sakralbau einen neuen Altar. Im Jahr 1738 durften die Kornauer für ihr Gotteshaus einen Kreuzweg anfertigen lassen. Im 18. Jahrhundert wurde eine zurückhaltende Barockisierung im Innenraum durchgeführt. Die letzte Restaurierung fand 2006 statt.

## Beschreibung

Hochaltar (1720)

Der denkmalgeschützte Sakralbau ist in ein zweijochiges Langhaus und einen einjochigen eingezogenen Chor eingeteilt. Der dreiseitige Chorschluss ist an den Ecken abgerundet. Im Westen ist an die Kapelle ein großzügiger hölzerner Vorbau, der weiß getüncht ist, mit einem südseitigen Portal angebaut. Auf dem Giebel sitzt ein hölzerner spitzgehelmter Dachreiter, der wie das Steildach schindelgedeckt ist.
Der Kapellenbau besitzt im Innenraum eine durchgehende Flachdecke. Der Chor wird vom Langhaus durch einen tief ansetzenden spitzbogigen Chorbogen getrennt.
In der Muschelnische des um 1720 errichteten Altars mit Sprenggiebel steht eine gute Mondsichelmadonna aus dem Jahr 1653. Außen auf Wandkonsolen stehen die Apostelfürsten Petrus (links) und Paulus (rechts), diese sind in etwas derberer Art gefertigt.
An den Seitenwänden des Chorbogens stehen auf Konsolen die bäuerlich wirkenden Skulpturen der Heiligen Wendelin und Sebastian, beide aus dem frühen 18. Jahrhundert. Vorne an der Nordwand befindet sich die künstlerisch wertvollste Skulptur, ein Auferstehungschristus (um 1750) von Melchior Eberhard oder in seiner Art.
Zwischen den beiden Fenstern an den Langhausseiten sind Kriegergedenktafeln für die beiden Weltkriege angebracht. Links oberhalb des Portals befindet sich an der Westwand die kunsthistorisch wertvollste Skulptur der Kapelle, eine hl. Katharina aus der Zeit um 1300. Für die neu gefasste Figur wurde eine Entstehung unter dem Einfluss des Meisters Heinrich von Konstanz vorgeschlagen. Rechts daneben sind ein Gemälde der Dornenkrönung Jesu (2. Hälfte des 17. Jahrhunderts) und die derbe Skulptur des heiligen Florian (um 1720/30) angebracht.
Im hölzernen Vorzeichen befinden sich zwei Stücke, die die Ausstattung der Kapelle aufwerten, ein Kruzifix aus dem 3. Viertel des 18. Jahrhunderts und das Votivgemälde Christus in Wolken thronend, umgeben von Heiligen mit Schriftbändern (1626). Dies wertet Michael Petzet als ehemaliges Altarbild.

Auferstandener Christus
Obere Westwand (links Hl. Katharina aus der Zeit um 1300)
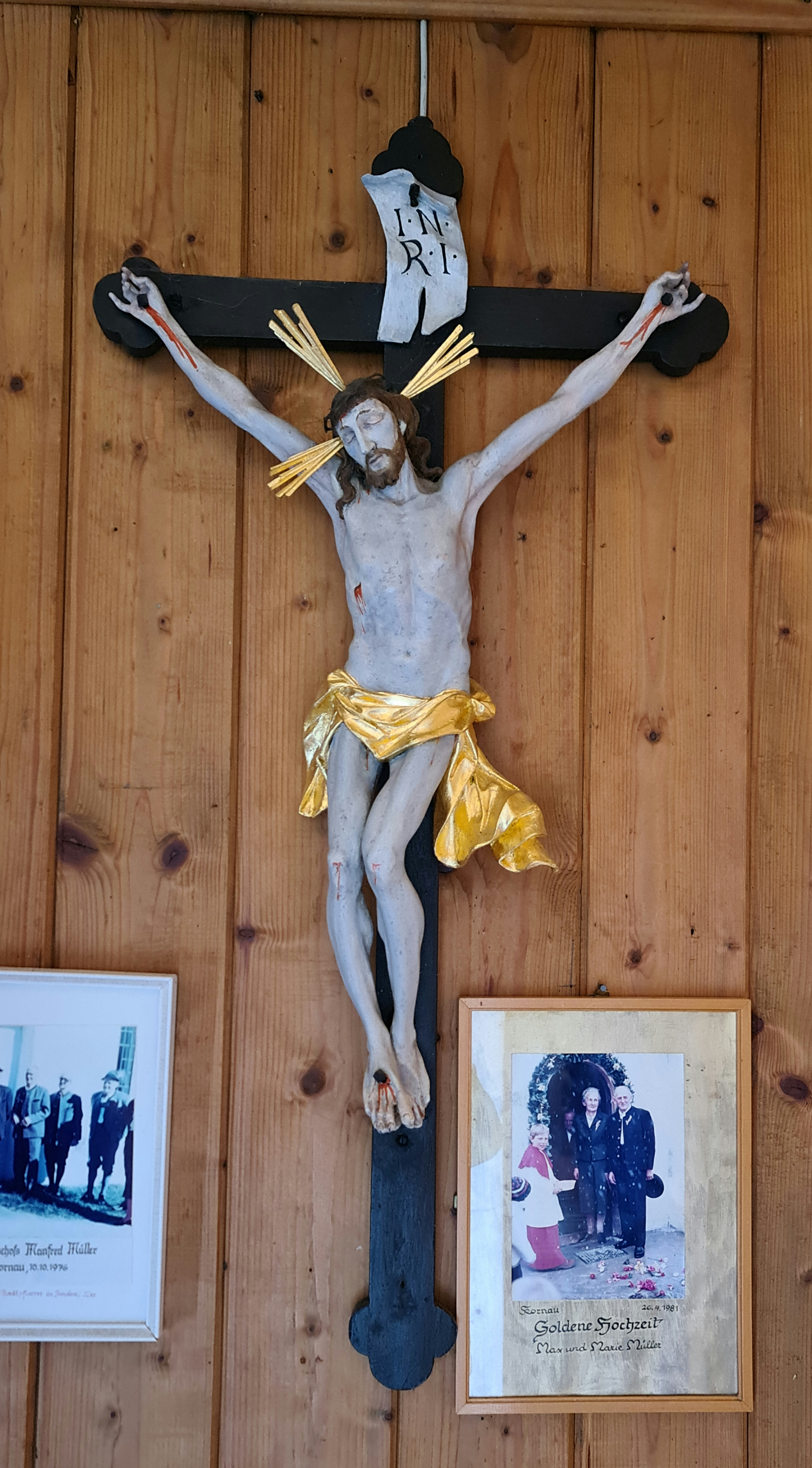
Kruzifix im hölzernen Vorbau